# Air (EPOのアルバム)
『air』（エアー） は、EPOの18作目のオリジナル・アルバム。2001年7月21日に発売された。発売元はワーナーミュージック・ジャパン。規格品番はWPC7-10108。

## 概要
前作『peach』から約2年振りとなるアルバム。ワーナーミュージック・ジャパン内のARC（Artists Respectable Committement）レーベルからの第2弾アルバムとしてリリースされた。
1990年代後半から各地で行われたプライベート・ライブでの音源が収録曲の半数を占めており、シングル「土曜の夜はパラダイス」や「百年の孤独」のセルフカバーや、スタンダード・ナンバーである「OVER THE RAINBOW」や「蘇州夜曲」のカバー、ベッツイ&クリスのカバー「花のように」のほか、新曲も2曲収録されている。

## 収録曲
| #         | タイトル                          | 作詞        | 作曲         | 編曲                    | 時間  |
| --------- | --------------------------------- | ----------- | ------------ | ----------------------- | ----- |
| 1.        | 「花のように」                    | 北山修      | 加藤和彦     | 松本圭司                | 4:21  |
| 2.        | 「春の水」                        | 陣内雄      | 陣内雄       | EPO・笹子重治・嵯峨治彦 | 4:32  |
| 3.        | 「枕の港 ～ゆりかごのうた」(Live) | EPO         | EPO          | EPO・笹子重治           | 6:10  |
| 4.        | 「土曜の夜はパラダイス」(Live)    | EPO         | EPO          | EPO・笹子重治           | 2:47  |
| 5.        | 「星の舟歌」                      | EPO         | EPO          | EPO・笹子重治           | 5:32  |
| 6.        | 「ずっとここにいよう」            | 秋元カヲル  | 秋元カヲル   | 秋元カヲル              | 5:00  |
| 7.        | 「コナゴナ」                      | EPO         | EPO          | 菅原弘明                | 4:24  |
| 8.        | 「OVER THE RAINBOW」(Live)        | E.Y.HARBURG | HAROLD ARLEN | EPO・笹子重治           | 3:15  |
| 9.        | 「百年の孤独」(Live)              | EPO         | EPO          | EPO・笹子重治・嵯峨治彦 | 5:36  |
| 10.       | 「蘇州夜曲」(Live)                | 西条八十    | 服部良一     | EPO・笹子重治           | 3:28  |
| 合計時間: | 合計時間:                         | 合計時間:   | 合計時間:    | 合計時間:               | 45:05 |

### 曲解説
1. 花のように
1970年2月にベッツイ&クリスのシングル曲として発売された楽曲のカバー。
2. 春の水
EPOの友人で、音楽活動のほか林業などにも携わる陣内雄[5]の楽曲のカバー。
3. 枕の港 ～ゆりかごのうた
ライブ・アルバム『UVA』収録曲。
4. 土曜の夜はパラダイス
4枚目のシングル表題曲のリメイクバージョン。
5. 星の舟歌
28枚目のシングル表題曲。
6. ずっとここにいよう
アルバム初収録の未発表曲。
7. コナゴナ
アルバム初収録の未発表曲。
8. OVER THE RAINBOW
原曲は、1939年にアメリカで公開されたミュージカル映画『オズの魔法使い』の劇中でジュディ・ガーランドが歌った楽曲。
9. 百年の孤独
24枚目のシングル表題曲のリメイクバージョン。
10. 蘇州夜曲
原曲は、1940年に李香蘭(山口淑子)への提供作品として作られた楽曲。

## 参加ミュージシャン
| 花のように - Programming, Keyboards, Guitars: 松本圭司 - Percussion: 渡辺亮 - Voice: EPO 春の水 - A.Guitar: 笹子重治 - Percussion: 渡辺亮 - E.Guitar: 秋元カヲル - Tuba: 岩原智 - Morinkhuur: 嵯峨治彦 - Violin: 江藤有希 - Voice: EPO 枕の港 ～ゆりかごのうた - A.Guitar: 笹子重治 - Voice: EPO 土曜の夜はパラダイス - A.Guitar: 笹子重治 - Voice: EPO 星の舟歌 - Guitar: 笹子重治(CHORO CLUB) - W.Bass, Sound Effect: 沢田穣治(CHORO CLUB) - Bandolim & 12 Strings Guitar: 秋岡欧(CHORO CLUB) - Percussion: 渡辺亮 - Keyboards & Voice: EPO | ずっとここにいよう - Programming, Keyboards & E.Bass: 秋元カヲル - Voice: EPO コナゴナ - Programming, Keyboards & E.Bass: 菅原弘明 - Morin khuur: 嵯峨治彦 - Voice, Vibraphone & A.piano: EPO OVER THE RAINBOW - A.Guitar: 笹子重治 - Voice: EPO 百年の孤独 - A.Guitar: 笹子重治 - Morin khuur: 嵯峨治彦 - Voice: EPO 蘇州夜曲 - A.Guitar: 笹子重治 - Voice: EPO |